# Vojenská katedra
Vojenská katedra (zkratka VK) byla v době komunistického režimu v Československu obdoba amerického ROTC (Reserve Officers Training Corps), kdy studenti civilních (nevojenských) vysokých škol (přesněji: z těchto odvedení muži) navštěvovali vojenskou katedru výměnou za zkrácení základní vojenské služby (ZVS) ze dvou roků na jeden.
Vojenskou katedru navštěvovali studenti VŠ nastoupivší studium do r. 1958 čtyři roky 1x týdně s vojenským výcvikem a výukou na katedře a v kasárnách (popsáno dále) a s měsíčním soustředěním po 2. a 4. roce (se závěrečnými odbornými zkouškami), absolventi měli jen půlroční základní vojenskou službu. Pro studenty nastoupivší od r. 1959 došlo z neznámých důvodů ke změně – vojenská příprava trvala dva roky (obvykle v předpřed a předposledním ročníku školy) jednou týdně na speciální základně, kde probíhala jak výuka a nácvik základních vojenských dovedností (např. pochodování, hodnosti, střelba, rozborka – sborka, plynové masky, protichemické balíčky apod.), tak i výuka a nácvik specializovaných činností, obvykle podle odborného zaměření příslušné VŠ (takže např. medici se cvičili v ošetřování ran či popálenin, technici v obsluze strojů a přístrojů, studenti humanitních oborů v kopání ženijních zákopů apod.). Výcvik začínal týdenním soustředěním a končil pětitýdenním Závěrečným soustředěním u vojsk v kasárnách některého z vojenských útvarů Československé lidové armády. Podmínkou ke zkrácení základní vojenské služby na jeden rok bylo vykonání zkoušek z několika druhů všeobecné i odborné vojenské přípravy a absolvování zmíněného Závěrečného soustředení u vojsk (to znamená, že nástup na VŠ sice vedl k odkladu vojny, ale pokud student vysokou školu nedokončil, nebo studium na vojenské katedře neabsolvoval kompletně, dvouleté ZVS stejně neunikl).
Podle získané známky byla studentům pro roční vojenskou službu přidělena nástupní hodnost – vojín absolvent, svobodník absolvent, desátník absolvent a četař absolvent. Během vojenské služby mohli být absolventi povýšeni až do hodnosti podporučíka. Absolvent měl hodností označní na uniformě shodné s neabsolventem, ale bylo doplněno dvěma zlatými kolejničkami (od hodnosti podporučíka výše už nikoli); absolventovi se říkalo „absík“, „špagát“, „špagi“. Po skončení vojenské služby mohli být po absolvování pravidelných povinných vojenských cvičení (obvykle 1 měsíc každé tři roky, ale nebylo to pravidlem) povyšováni dále až do hodnosti majora. Takové další povyšování však záviselo na kádrovém posudku dané osoby a na potřebách armády.
Funkčně bývali „absíci“ zařazováni jako velitelé družstev, čet nebo jejich zástupci; z praktického pohledu patřili někam „mezi“ bažanty a mazáky či mezi záklaďáky a vojáky z povolání – měli sice některé výhody (nejmarkantnější bylo právě zkrácení ZVS), ale nepatřili ani tam, ani tam. Často měli povinnosti jako vojáci z povolání a práva jako řadoví vojáci základní služby. 